# Smittia rupicola
Smittia rupicola är en tvåvingeart som först beskrevs av Jean-Jacques Kieffer 1923.  Smittia rupicola ingår i släktet Smittia och familjen fjädermyggor. Inga underarter finns listade i Catalogue of Life.